# Larée
 Larée  là một xã thuộc tỉnh Gers trong vùng Occitanie tây nam nước Pháp. Xã này có độ cao 98-153 mét trên mực nước biển.